# (271) Pentesilea
(271) Pentesilea es un asteroide que forma parte del cinturón de asteroides y fue descubierto el 13 de octubre de 1887 por Víktor Karlovich Knorre desde el observatorio de Berlín, Alemania. Está nombrado por Pentesilea, un personaje de la mitología griega.

## Características orbitales
Pentesilea orbita a una distancia media del Sol de 3,005 ua, pudiendo alejarse hasta 3,315 ua y acercarse hasta 2,695 ua. Su inclinación orbital es 3,54° y la excentricidad 0,1032. Emplea en completar una órbita alrededor del Sol 1902 días.